# ساتن ۲۵۳۲
سیارک ۲۵۳۲ (به انگلیسی: 2532 Sutton، نامگذاری:1980TU5) دو هزار و پانصد و سی و دومین سیارک کشف شده‌است که در ۹ اکتبر ۱۹۸۰ کشف شد.
قدر مطلق سیارک برابر ۱۲٫۷۰ است.